# Кольчужний капюшон
Кольчужний капюшон, кольчужний каптур, кольчужна відлога (англ. mail coif) — це капюшон з кольчуги, який захищав голову, міг бути як частиною гауберка, так і носитися окремо.
Спочатку складав з кольчугою єдине ціле, але у другій половині XIII століття (а за іншими даними, ще в середині XII століття) став вироблятися окремо. Міг включати відкидний кольчужний клапан для захисту рота. Поверх кольчужного капюшона зазвичай надягався конічний «норманський» шолом, який до кінця XII століття змінив топхельм (відроподібний шолом). У XIV столітті на зміну капюшону прийшов бацинет з бармицею.
Кольчуга в Західній Європі використовувалася з часів античності, проте вона погано захищає від рубаючих і колючих ударів і з кінця першого тисячоліття нашої ери почали більше надавати перевагу пластинчастим і лускатим обладункам. З XI століття, з появою у вершників великих мигдалеподібних щитів, що закривали їх від обличчя до середини гомілки, кольчуга знову стала популярною, прикриваючи тіло від випадкових і ковзаючих ударів. Поверх кольчужного каптура одягався норманський шолом, оскільки від прямого рубаючого удару сам капюшон не рятував: на Готланді були розкопані черепи в розрубаних поперечним ударом кольчужних капюшонах. У XIII столітті з'являються топхельми, які одягалися на спеціальну, з товстим м'яким валиком-вінцем, шапку, що надіта поверх кольчужного капюшону. Посилення наступального озброєння, зокрема розвиток арбалетів та алебард, призвело до заміни кольчужного капюшону бацинетом.

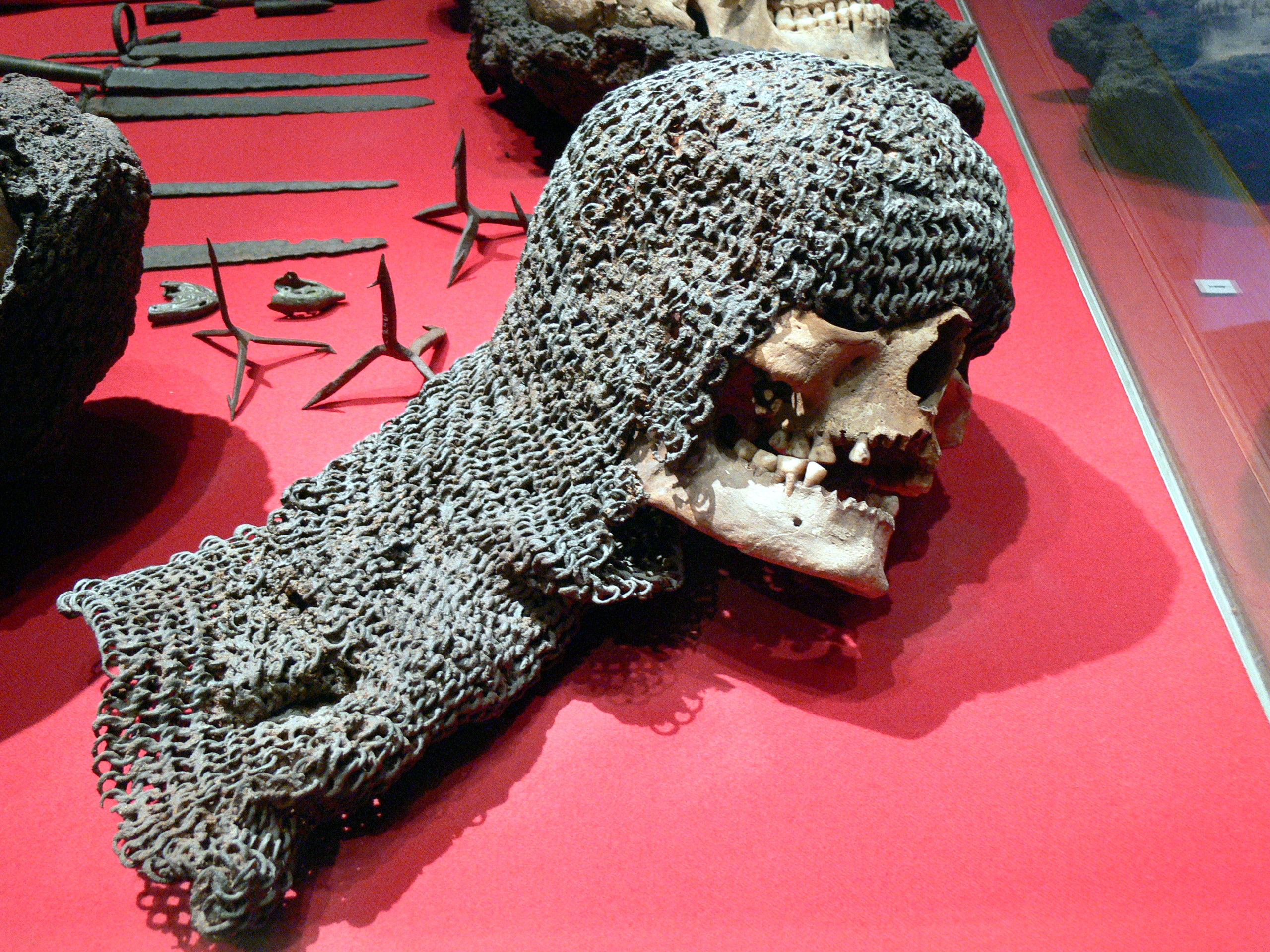
Fornsalen — череп учаcтника битви при Вісбю, Готланд, 1361 рік

У сленгу реконструкторів кольчужний капюшон називається «койф».